# Hotin
Hotin (ukrajinski i ruski: Хотин, rumunjski: Hotin, poljski: Chocim) je mali povijesni grad u zapadnoj Ukrajini u Černovačkoj oblasti. Po popisu stanovništva iz 2001. godine imao je oko 11,124 stanovnika. Grad leži na desnoj obali rijeke Dnjestar, 69 kilometara sjeveroistočno od središta oblasti, grada Černovca u sjevernoj Besarabiji.

## Povijest
Hotin se prvi put spominje u pisanim dokumentima iz 1001. godine.Najznačajniji objekt u gradu je slavna Hotimska tvrđava, sagrađena od 13. st. do 15. st. (nova utvrda počela se graditi 1325., a velika poboljšanja napravljena su 1380-ih i 1460-ih godina). Uz tvrđavu značajne su i dvije građevine iz 15. st. koje je podigao Moldavski vladar Stjepan Veliki: Kneževa palača (Palatul Domnesc) i Gradski toranj sa satom.
Tijekom 10. st. Hotin je bio u sastavu Kijevske Rus, zatim je ušao u sastav Galičko-Volinjskog Kraljevstva, a od 1373. je u Kneževini Moldavija. U 16. st., grad je kratko bio dio Poljske.
U Prvoj Hotimskoj bitci 1621., udružena poljsko-kozačka vojska uspjela je poraziti osmansku vojsku i obraniti utvrdu. Nedugo iza toga zbila se Druga bitka kod Hotina 11. listopada 1673., u kojoj su se sukobile iste strane. U ovoj bitci je Jan Sobjeski predvodio pobjedničku koalicionu vojsku sastavljenu od; Poljaka, Kozaka i Moldavaca.
Osmansko carstvo nakon višekratnih pokušaja konačno je uspjelo zauzeti utvrdu Hotin s okolicom 1711. godine za vrijeme Velikog sjevernog rata. Osmanlije su Hotinsku utvrdu dodatno ojačali, tako da je Hotin postao njihov značajni vojnički centar, u njemu je rođen turski veliki vezir Alemdar Mustafa Paša (Mustafa Barjaktar).
Između 1739. – 1808. Hotimska utvrda je više puta naizmjenično padala iz ruke u ruku, između Rusa i Turaka. Ruska carska vojska je 1808. godine zauzela Hotinsku utvrdu, a nakon 1812. godine i potpisivanja Bukureštanskog mirovnog ugovora Hotim je i službeno postao dio Carske Rusije na osnovu odredaba sporazuma.
Grad je nakon Prvog svjetskog rata podpao pod Rumunjsku, zbog tog su stanovnici Hotima čak podigli i neuspjelu bunu - 1919. godine. No stanje je ostalo isto sve do  28. srpnja 1940. kad su sovjetske jedinice ušle u grad, nakon toga bio je okupiran od Trećeg Reicha. Od kraja Drugog svjetskog rata Hotin je postao sastavni dio Ukrajinske SSR.
Tijekom čitave svoje povijesti u Hotinu je živjela značajna židovska zajednica, tako da je Hotin znan kao sjedište židovske kulture. U njemu je pored ostalih živio i radio Azriel Janover (1875. – 1938.), pjesnik i prosvjetitelj.
U današnjem Hotinu živi 72% Ukrajinaca, 16% Rusa, 8% Židova i 4% Rumunja.

## Hotinska utvrda u umjetnosti
- Slavni dubrovački pjesnik Ivan Gundulić u svojem epu Osman, opjevao je i Bitku kod Hoćima iz 1621.
- Ruski pjesnik Mihail Vasiljevič Lomonosov također je pronašao svoju pjesničku inspiraciju potaknut zauzećem Hotina 1739. za vrijeme Rusko-turskog rata 1735. – 1739. («Ода блаженныя памяти Государыне Императрице Анне Иоанновне на победу над турками и татарами и на взятие Хотина 1739 года»).[3]

## Vanjske poveznice
- Хотинська РДА (ukr.)
- Utvrde Ukrajine (engl.)